# Conte di Shelburne
Conte di Shelburne è un titolo nobiliare inglese nella Parìa d'Irlanda.

## Storia

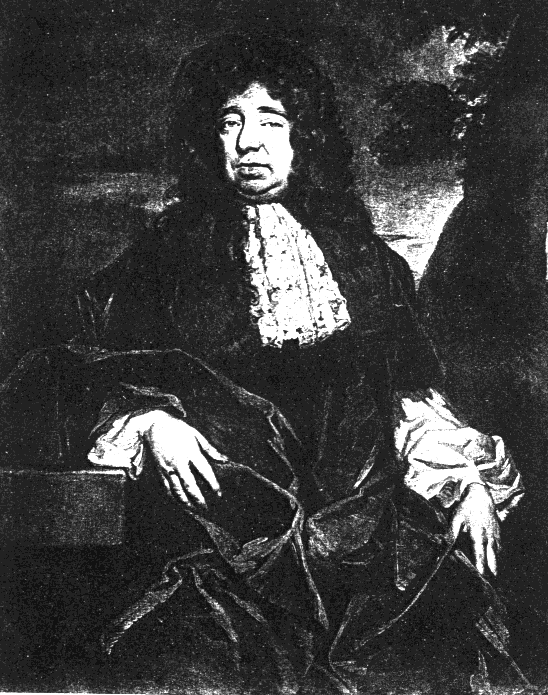
Sir William Petty

Il titolo venne creato due volte mentre il titolo connesso di Barone Shelburne venne creato per ben tre volte. La prima creazione avvenne nella Parìa d'Irlanda nel 1688 quando Elizabeth, lady Petty, venne creata Baronessa Shelburne. Questa era moglie del noto economista sir William Petty. Il titolo le venne concesso a vita e pertanto si estinse con la di lei morte nel 1708. Lo stesso giorno in cui lady Shalburne venne elevata alla parìa, il suo figlio primogenito, Charles Petty, ottenne il titolo di Barone Shelburne, sempre nella parìa irlandese. Questi morì giovane nel 1696, e pertanto anche il suo titolo si estinse. La baronia venne creata per la terza volta nella parìa d'Irlanda nel 1699 in favore di Henry Petty, figlio minore di sir William Petty e lady Shelburne, il quale ottenne nel 1719 anche il titolo di Visconte Dunkerron e quello di Conte di Shelburne, sempre nella parìa irlandese. Alla sua morte nel 1751 questi titoli si estinsero.
Le proprietà della famiglia petty passarono la nipote dell'ultimo conte, John Fitzmaurice, il quale era figlio secondogenito di Anne Petty, figlia di sir William Petty e di lady Shelburne e sorella del conte di Shelburne, e di suo marito Thomas Fitzmaurice, I conte di Kerry. John assunse pertanto per licenza reale il cognome di Petty e succedette alle proprietà dello zio materno nel 1751 e nello stesso anno venne elevato nella parìa d'Irlanda al titolo di Barone Dunkeron e Visconte FitzMaurice. Nel 1753 venne ripristinata anche la contea ed egli divenne pertanto anche Conte di Shelburne, sempre nella parìa d'Irlanda. Per la successiva storia di questa famiglia vedi Marchese di Lansdowne.

## Baroni Shelburne (1688)
- Elizabeth Petty, I baronessa Shelburne (m. 1708)
- Charles Petty, I barone Shelburne (1673–1696)

## Conti di Shelburne (1719)
- Henry Petty, I conte di Shelburne (1675–1751)

## Conti di Shelburne (1751)
- vedi Marchese di Lansdowne